# ان توپ
ان توپ (استونیایی: Enn Tupp؛ زادهٔ ۳۰ اکتبر ۱۹۴۱) سیاستمدار و دیپلمات اهل استونی است. وی از سال ۱۹۹۴ تا ۱۹۹۵ وزیر دفاع استونی بوده است.